# 藤井康裕
藤井 康裕（ふじい やすひろ）は、日本の物理学者。立命館大学理工学部講師。
分光学をはじめとする光学が専門。

## 略歴
- 2006年 - 大阪大学大学院理学研究科 物理学専攻修了、電気通信大学 大学院電気通信学研究科 研究員に就任
- 2008年 - 東京工業大学 応用セラミックス研究所 研究員に就任
- 2009年 - 青山学院大学 理工学部 物理・数理学科 助教に就任
- 2014年 - 立命館大学理工学部 物理科学科 助教に就任
- 2019年 - 立命館大学理工学部 物理科学科 講師に就任

## 主な受賞歴
- 日本物理学会第12回（2018年）日本物理学会若手奨励賞[2]

## 関連人物
- 西尾泉 - 青山学院大学助教時代の研究室の教授